# Accuminulia
Accuminulia is  een geslacht van vlinders van de familie van de bladrollers (Tortricidae). De wetenschappelijke naam van dit geslacht is voor het eerst voorgesteld door John Wesley Brown in een publicatie uit 1999.

## Soorten
- Accuminulia buscki J. Brown, 1999
- Accuminulia longiphallus J. Brown, 1999